# Bảo tàng Khu vực ở Głogówek
Bảo tàng Khu vực ở Głogówek (tiếng Ba Lan: Muzeum Regionalne w Głogówku) là một bảo tàng đặt bên trong khuôn viên của lâu đài Głogówek, tọa lạc tại số 1 Phố Słowackiego, Głogówek, Ba Lan. Bảo tàng nằm trong cơ cấu tổ chức của Trung tâm Văn hóa Thành phố và Xã hội Głogówek.

## Lược sử hình thành
Lịch sử của các bảo tàng ở Głogów bắt đầu từ đầu thế kỷ 19 và 20 với sự kiện bảo tàng đầu tiên được Nam tước Ernst von Woikowsky-Biedau thành lập ở Gartenburg. Bộ sưu tập này tồn tại cho đến khi Nam tước qua đời vào năm 1912. Lúc này, nhiều hiện vật có giá trị trong bộ sưu tập được gửi tới các viện bảo tàng ở Nysa, Gliwice, Racibórz và Bytom. Mười sáu năm sau, Bảo tàng Heimatmuseum được thành lập. Năm 1932, bộ sưu tập của Bảo tàng trở nên phong phú hơn với 3.000 hiện vật mới được Tiến sĩ Rhein trao tặng, bao gồm tranh, bản đồ và sách. Trước đó, Bảo tàng nhận sự trợ giúp giáo khoa của chủng viện Dòng Phanxicô. Cùng năm, bộ sưu tập của Bảo tàng được chuyển đến lâu đài Głogówek, về sau được chuyển đến Phòng hoàn thiện của tu viện vào năm 1937. Bảo tàng này mở cửa cho đến năm 1945 thì ngừng hoạt động.
Ý tưởng thành lập một bảo tàng ở Głogówek mãi đến thập niên 1970 mới quay trở lại. Bảo tàng Khu vực được thành lập vào năm 1975 theo sáng kiến của Hội những người yêu thích Głogówek. Các bộ sưu tập được đặt trong bốn phòng của lâu đài Głogówek.

## Giờ mở cửa
Bảo tàng Khu vực ở Głogówek hoạt động quanh năm, mở cửa từ thứ Hai đến thứ Sáu. Khách tham quan phải trả phí vào cửa.